# Saropogon frontalis
Saropogon frontalis là một loài ruồi trong họ Asilidae. Saropogon frontalis được Loew miêu tả năm 1869. Loài này phân bố ở vùng Cổ Bắc giới.